# Guddada Thumminakatte, Shikarpur
Guddada Thumminakatte là một làng thuộc tehsil Shikarpur, huyện Shimoga, bang Karnataka, Ấn Độ.